# Colossosuchus techniensis
Colossosuchus techniensis — викопний вид плазунів родини Parasuchidae ряду фітозаврів (Phytosauria), що існував у пізньому тріасі (228 — 209 млн років тому). Це був один з найбільших відомих фітозаврів, що сягав у довжину понад 8 м.

## Скам'янілості
Викопні рештки плазуна виявлені у відкладеннях формації Тікі. Було знайдено 27 зразків черепів і нижніх щелеп та приблизно 339 посткраніальних решток, що відповідають щонайменше 21 особині, молодим і дорослим тваринам. Всі зразки зберігаються в Індійському технологічному інституті в Харагпурі.

## Назва
Назва роду поєднує латинське «colossus», що вказує на великі розміри, яких досягала тварина, та грецьке «souchus», котре означає «крокодил», загальний суфікс, який використовується у назві фітозаврів через їхню схожість із сучасними крокодилами. Видова назва «techniensis» походить від назви Індійського технологічного інституту.